# Rotterdam
 Rotterdam este un oraș portuar, în provincia Olanda de Sud, Țările de Jos. Are 616.250 locuitori în orașul propriu-zis și aproximativ 1.211.523 în zona metropolitană. Aceasta face parte din proiectul de unire a unor orașe din vestul Țărilor de Jos într-o singură aglomerare: Randstad Holland (7.100.000 locuitori din Amsterdam - Haarlem - Haga - Rotterdam - Utrecht).

## Istorie
Așezarea de pe malul râului Rotte este locuită din jurul anului din anul 900.
Rotterdam este unul dintre porturile de plecare pentru marile transatlantice, care îmbarcau pasageri la Koop van Zuid, cartier aflat azi în plină restructurare.
Rotterdam a fost fondat la mijlocul secolului al XIII-lea după ce a fost construit un baraj pe râul Rotte, pe partea prezentei Hoogstraat. Rotterdam a primit drepturi oficiale de municipiu pe 7iulie 1340 din partea lui William al II-lea, duce de Bavaria și conte de Hainaut, Zeeland și Olanda.De-a lungul secolelor Rotterdam a evoluat dintr-un sătuc de pescuit într-un centru internațional de comerț, transport, industrie și distribuție.
În timpul celui de al doilea război Mondial, armata germană a invadat Olanda pe 10 mai 1940. Adolf Hitler a sperat cucerirea Țărilor de Jos într-o singură zi, dar acesta a întâmpinat o rezistență neașteptată. Centrul orașului Rotterdam a fost distrus aproape complet în Bombardamentul  german din 14 mai 1940. Singura clădire medievală rămasă în picioare, dar grav afectată, a fost Biserica Sfântul Laurențiu. Armata olandeză a capitulat pe 15 mai 1940. După război s-a acordat o mare importanță reconstrucției a ceea ce a fost distrus, iar în ziua de azi un nou și modern oraș s-a ridicat din cenușă.

## Administrație
Comuna Rotterdam este subdivizată în 11 sectoare (neerlandeză Deelgemeente), fiecare cu administrație proprie: Charlois, Delfshaven, Feijenoord, Hillegersberg-Schiebroek, Hoek van Holland, Hoogvliet, IJsselmonde, Kralingen-Crooswijk, Noord, Overschie, și Prins Alexander. Două districte, Centrum și Pernis, nu au statut de sector, fiind administrate de administrația centrală.

## Geografie
Orașul se află pe Nieuwe Maas, Noul Maas, un braț al râului Maas.

## Demografia

### Populația istorică
- 1796: 53.200 locuitori
- 1830: 72.300
- 1849: 90.100
- 1879: 148.100
- 1899: 318.500
- 1925: 547.900
- 1965: 731.000
- 1984: 555.000
- 2005: 596.407
- 2006: 588.576
- 2007: 584.046
- 2010: 603.425
- 2011: 612.502

### Repartiția pe etnii
Date din anul 2011:
- Total: 610,386
- Olandezi: 319.265 (52,3%)
- Surinamezi: 51,885 (8,5%)
- Turci: 45.699 (7,5%)
- Marocani: 37.476 (6,1%)
- Antileani / Arubani: 19.562 (3,2%)
- Emigranți europeni: 67.371 (11,0%)
- Alții: 61,504 (10.1%)

## Economie
Portul Rotterdam este cel mai mare port de mărfuri din Europa și al zecelea din lume.

## Personalități născute aici
- Pieter de Hooch (1629 - 1684), pictor;
- Hendrik Willem van Loon (1882 - 1944), istoric, jurnalist american;
- Anthony Thieme (1888 - 1954), pictor;
- Jan Romein (1893 - 1962), istoric, jurnalist;
- Willem de Kooning (1904 - 1997), pictor;
- Mirin Dajo (1912 - 1948), fachir;
- Tjerk Westerterp (1930 - 2023), politician;
- Leo Beenhakker (n. 1942), antrenor;
- Ferry Corsten (n. 1973), muzician;
- Giovanni van Bronckhorst (n. 1975), fotbalist;
- Denzel Dumfries (n. 1996), fotbalist.

## Orașe înfrățite
- Köln, Germania 1958
- Esch-sur-Alzette, Luxemburg 1958
- Lille, Franța 1958
- Torino, Italia 1958
- Liège, Belgia 1958
- Burgas, Bulgaria 1976
- Constanța, România 1976
- Gdańsk, Polonia 1977
- Shanghai, Republica Populară Chineză 1979
- Havana, Cuba 1983
- Sankt Petersburg, Rusia 1966
- Baltimore, Maryland, Statele Unite 1985
- Las Palmas de Gran Canaria, Spania
- Dresda, Germania 1988
- Istanbul, Turcia 2005
- Surabaya, Indonezia
- Seghedin, Ungaria
- Kuching, Malaezia